# Carlos Paredes

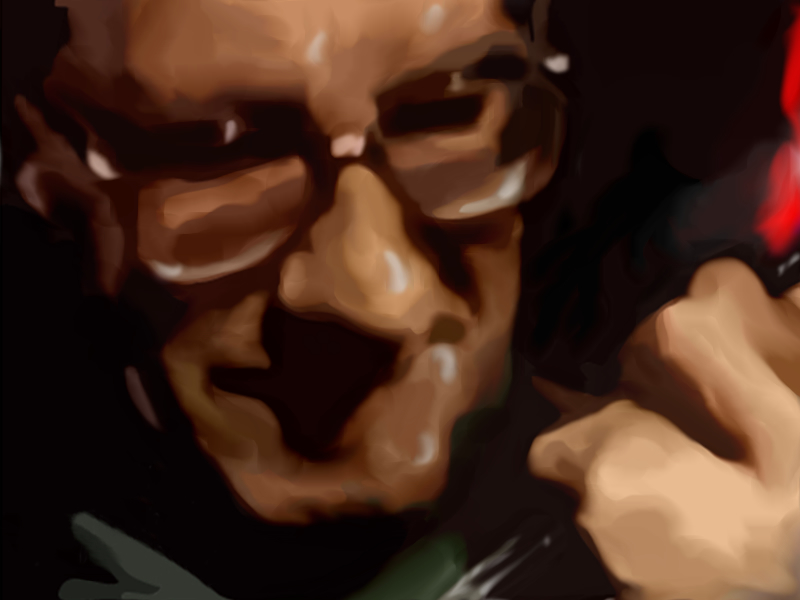
Carlos Paredes

Carlos Paredes (* 16. Februar 1925 in Coimbra; † 23. Juli 2004 in Lissabon) war ein portugiesischer Komponist, der als Meister der Portugiesischen Gitarre (Guitarra portuguesa) galt.
Er machte die Portugiesische Gitarre, die lange Zeit lediglich als Begleitinstrument des Fado galt, berühmt. Bekannt wurde er auch durch seine Kompositionen für die 1999 gestorbene Fado-Göttin Amália Rodrigues. Er integrierte in seinen Kompositionen die Folklore Portugals auf sehr persönliche Weise.
Der renommierte jährliche Schallplattenpreis Prémio Carlos Paredes erinnert seit 2003 an ihn. Der Preis zeichnet aktuelle Alben mit Instrumentalmusik aus, die sich im Geiste Paredes auf kreative, innovative Art mit traditioneller portugiesischer Musik beschäftigen, zwischen Jazz, Fado und Spielarten von Folk und Weltmusik.

## Leben
Carlos Paredes stammte aus einer bekannten portugiesischen Musikerfamilie und begann im Alter von vier Jahren mit seinem Vater Artur Paredes, ebenfalls ein Meister der portugiesischen Gitarre, das Instrument zu erlernen. 1957 nahm er seine erste Schallplatte auf. 1962 komponierte er die Musik zu dem wegweisenden Film des Novo Cinema Verdes Anos (Regie Paulo Rocha), die zu einer Art zweiter Nationalhymne in seinem Land geworden ist. Weiterhin komponierte er die Musik für zahlreiche andere Filme. Mit dem Komponisten und Sänger José Afonso veröffentlichte er Anfang der 1970er-Jahre einige Aufnahmen. Unter der Diktatur von Salazar in Portugal saß Paredes wegen seiner Mitgliedschaft in der Kommunistischen Partei Portugals 20 Monate im Gefängnis.
Auch außerhalb von Portugal nahm seine Bekanntheit zu. 1977 erschien unter dem Titel Meister der Portugiesischen Gitarre eine Auswahl seiner Werke bei der Schallplattenfirma Amiga in der DDR. 1983 entstand in Frankfurt am Main während eines Konzerts das Album Concerto em Frankfurt. 1990 wurde das Album Dialogues, ein Duett mit dem Jazz-Kontrabassisten Charlie Haden, veröffentlicht.

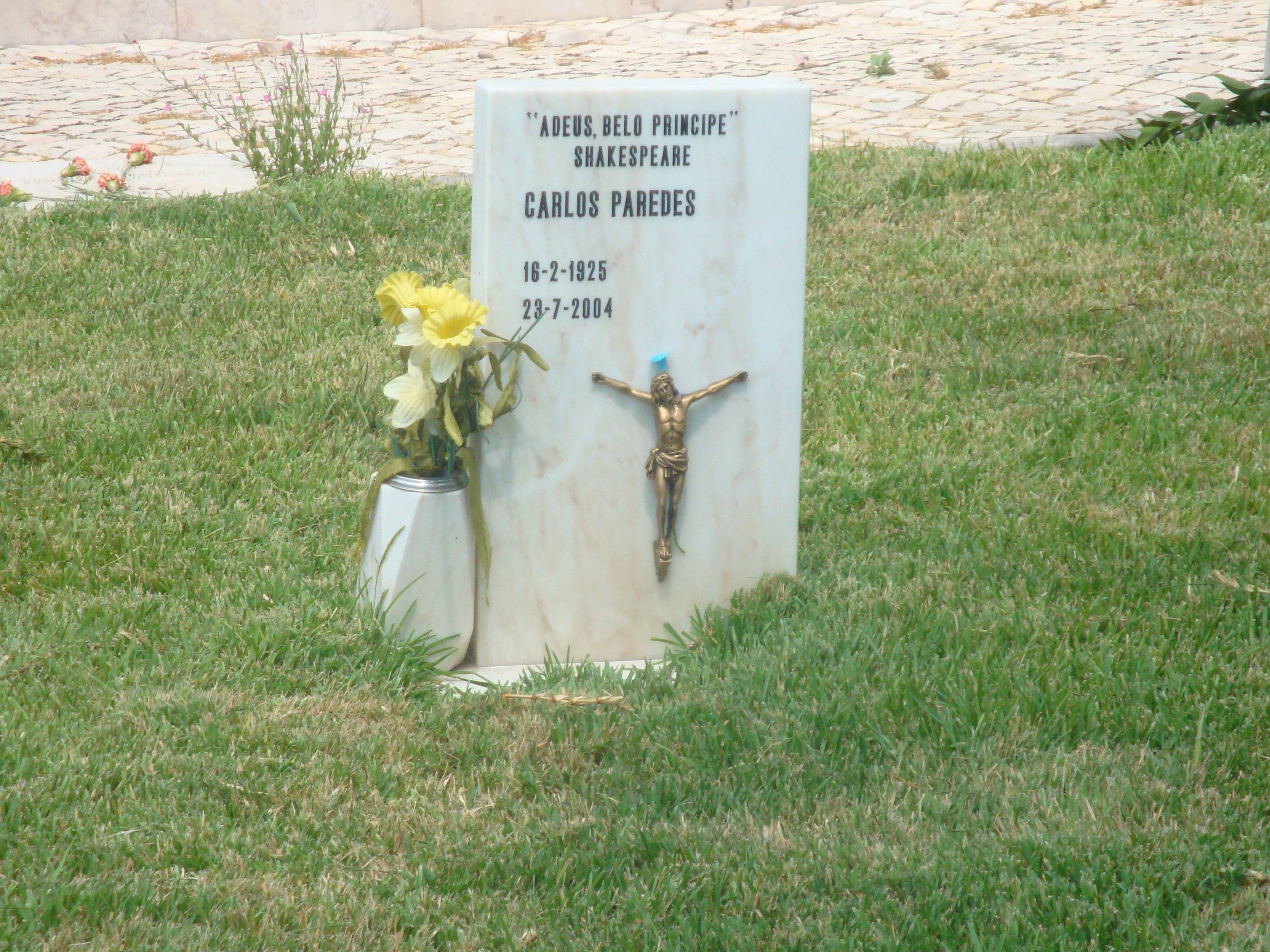
Sein Grabstein auf dem Cemitério dos Prazeres in Lissabon

1989 nahm Paul McCartney sein Stück Dança in die Begleitmusik seiner Tournee auf, und 1991 spielte Paredes auf Einladung von Madredeus mit ihnen im Coliseu dos Recreios. 1993 begann er die Aufnahmen zu einem neuen Album, musste sie aber aus gesundheitlichen Gründen abbrechen. Nur unter großen Mühen trat er noch im Rahmen der Kulturhauptstadt Europas in Lissabon 1994 auf. Seine sich stetig verschlimmernde Rückenmarkskrankheit (Myelopathien) zwang ihn, das Musizieren aufzugeben.
2003 eröffnete die Compilation Movimentos Perpétuos – Música para Carlos Paredes einen Zyklus zum Gesamtwerk von Carlos Paredes. Es ist eine Doppel-CD, auf der portugiesische Musiker Werke von Carlos Paredes neu interpretierten, mit Namen wie Mísia, Rodrigo Leão, António Pinho Vargas oder Maria João mit Mário Laginha, neben bekannten Musikern aus Hip-Hop, Rock und Trip-Hop, und Originalzitaten von Paredes. Es erschienen in der Folge Bücher und ein Sammelband mit Comiczeichnungen zu seinem Werk, dazu wurden Ausstellungen und Kinozyklen zu Paredes organisiert. 2004 starb Carlos Paredes im Pflegeheim Fundação Lar Nossa Senhora da Saúde in Lissabon, worauf Staatstrauer angeordnet wurde.
Der portugiesische Regisseur Edgar Pêra drehte 2006 einen Film über ihn. Movimentos Perpétuos – Cine-Tributo a Carlos Paredes gewann auf dem Indie-Lisboa-Filmfestival drei Preise, darunter den Preis für den besten portugiesischen Film und den Publikumspreis.

## Rezeption

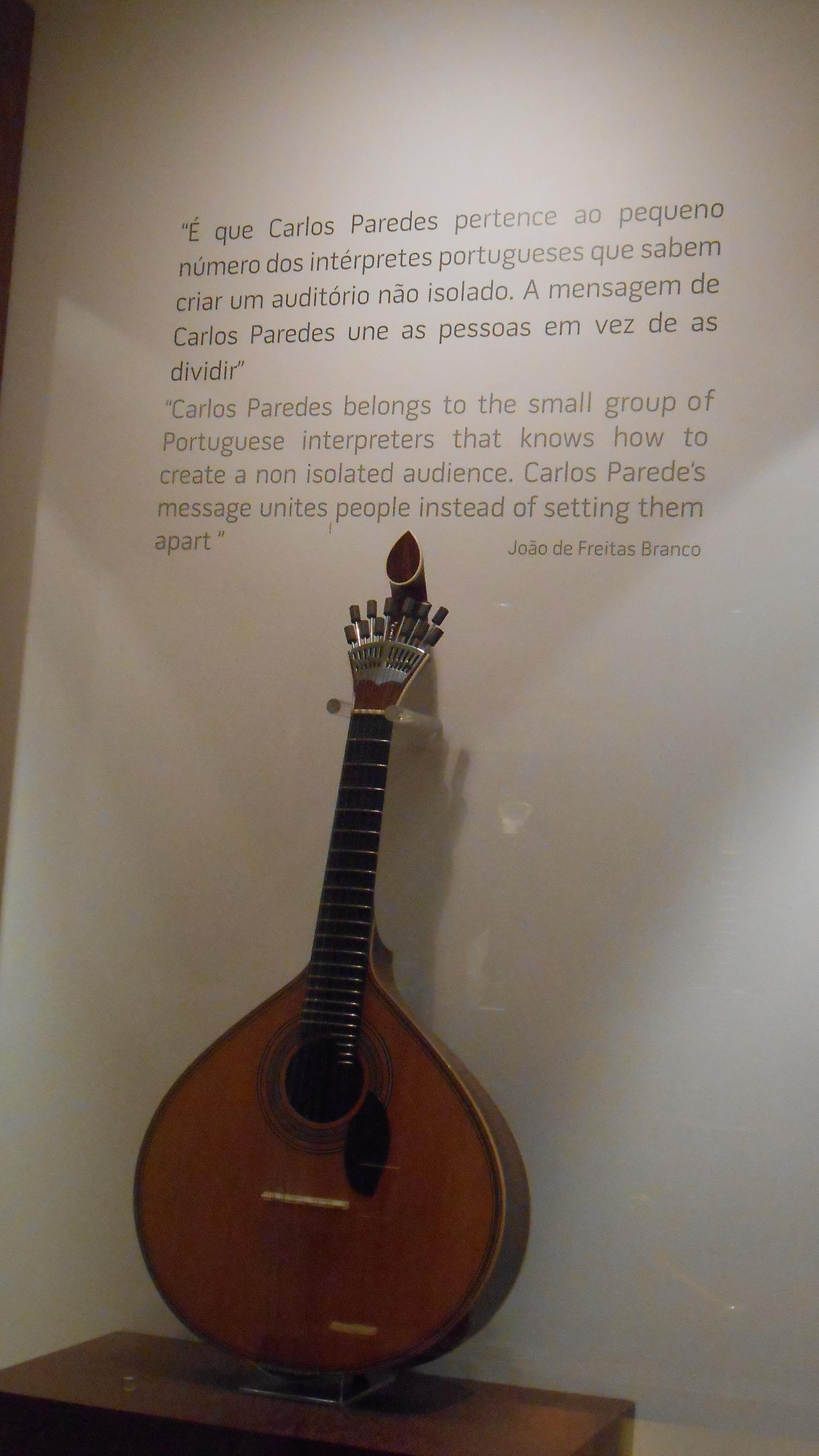
Guitarre des Carlos Paredes im Fadomuseum

Seine inspirierten Improvisationen, seine Leidenschaft für die portugiesische Gitarre, und bei aller steter Begeisterung der Musikkritik bescheiden aufzutreten, machten ihn beliebt über die engen Grenzen der anspruchsvollen Musikliebhaber hinaus. Er nahm sich selbst nicht wichtig und sprach mit seiner Bescheidenheit und seiner einfachen Sprache auch die einfachen Menschen an. Gleichzeitig fühlten sich auch intellektuelle Kreise von seinem innovativen und anspruchsvollen Gitarrenspiel und seiner progressiven weltanschaulichen Haltung angezogen. Ihn auszeichnende Wesenszüge waren beispielsweise nach seiner Rückkehr aus der Haft das gefasste Begrüßen des Arbeitskollegen, der ihn bei der Geheimpolizei PIDE denunziert hatte. Trotz seines Ruhmes arbeitete Paredes bis zum Rentenalter im Röntgenbild-Archiv eines Lissabonner Krankenhauses. Auch als leidgeprüfter Kommunist und inmitten der turbulenten Zeit der Nelkenrevolution nicht polarisierend aufzutreten, und als Vertreter der Hochkultur distanzlosen Umgang mit den einfachen Menschen zu pflegen, waren für ihn charakteristische Merkmale.
Er war Weltbürger und zugleich ein Vertreter zutiefst portugiesischer Kultur und dabei den strengen musikalischen Traditionen seiner akademischen Heimatstadt Coimbra und der Kulturmetropole Lissabon verbunden. So erklärt sich die uneingeschränkte Anerkennung seines Lebenswerkes von allen Seiten. Seine Beziehung zu seiner Gitarre beschrieb er in einem oft zitierten Ausspruch:

«Quando eu morrer, morre a guitarra também. O meu pai dizia que, quando morresse, queria que lhe partissem a guitarra e a enterrassem com ele. Eu desejaria fazer o mesmo. Se eu tiver de morrer, morrerá comigo a minha guitarra.»

„Wenn ich sterbe, stirbt die Gitarre mit mir. Mein Vater sagte, man solle seine Gitarre nach seinem Tode zerbrechen und mit ihm begraben. Ich wünschte mir das gleiche. Wenn ich sterben muss, stirbt mit mir meine Gitarre.“

## Diskografie
- 1962: Variações em Si Menor (EP)
- 1963: Guitarradas sob o Tema do Filme Verdes Anos (EP)
- 1967: Guitarra portuguesa
- 1969: Espiral op. 70 (mit Cecília de Melo)
- 1970: Meu País: Canções
- 1971: Balada de Coimbra (Single)
- 1971: Movimento perpétuo
- 1973: Carlos Paredes/José Afonso/Luiz Goes
- 1974: É Preciso um País (mit Adriano Correia de Oliveira)
- 1975: Que nunca mais
- 1977: Meister der portugiesischen Gitarre (AMIGA, VEB Deutsche Schallplatten Berlin, DDR) 8 45 140
- 1983: Concerto em Frankfurt
- 1986: Invenções Livres (mit António Victorino de Almeida)
- 1988: Espelho de Sons
- 1989: Asas sobre o Mundo
- 1990: Dialogues (mit Charlie Haden)
- 1994: O Melhor dos Melhores (Best of)
- 1996: Na Corrente (Zusammenstellung unveröffentlichten Materials)
- 1998: Guitarra: O Melhor de Carlos Paredes (Best of)
- 2000: Canção para Titi: Os Inéditos 1993 (sein unvollendetes letztes Album)
- 2002: Uma Gitarra com Gente Dentro (Anthologie, PT: Gold)
- 2003: O Mundo segundo Carlos Paredes: Integral 1958–1993 (8-CD-Werkausgabe)